# Miquel Capó Soler
Miquel Capó Soler (Sa Pobla, 8 de maig de 1974) és un ultrafondista i maratonià balear.
Miquel Capó ha representat la selecció espanyola als Europeus i Mundials de duatló, obtenint dos subcampionats continentals i un tercer lloc. Ha format part de reptes extrems de caràcter esportiu o solidari, com les vint-i-quatre hores corren per l'esclerosi múltiple.
Entre els reptes més destacats es troba el primer lloc en el Tui Marathon, la Ultra Trail Serra de Tramuntana, la Cursa de Sa Arribo de Sa Pobla, la Isostar Desert Marathon, i fins i tot s'ha classificat en dues ocasions per l'Ironman d'Hawaii, comptant amb vuit participacions en esdeveniments sobre aquestes distàncies, a Eivissa, Hawaii i Lanzarote. Una de les fites més notables de la seva carrera va arribar quan va trepitjar el podi de l'exigent Marathon des Sables, sent tercer en la seva edició de 2013.
Durant la seva trajectòria esportiva ha rebut diversos reconeixements, especialment al seu poble natal, on el 2010 va rebre l'Escut d'Or de Sa Pobla, el 2013 el proclamà "clamater" de les seves festes majors, i el 2014 li va posar el seu nom al pabelló esportiu municipal.
El 2018 va publicar un llibre autobiogràfic de caràcter solidari,Córrer per vivir, una obra en la qual repassa la seva carrera a través d'anècdotes i on part de la recaptació fou destinada a Aspanob, l'Assocació de pares i mares amb nens malalts de càncer.